# Alejandra Espinoza
Alejandra Espinoza Cruz (Tijuana, Baja California, 27 de marzo de 1987) es una reina de belleza, actriz y presentadora de TV mexicana. Ella ganó en el 2007 el certamen de belleza y reality show de Univision, Nuestra Belleza Latina.

## Biografía

### Concursos de belleza
Antes de participar en Nuestra Belleza Latina 2007, Espinoza compitió en el certamen Nuestra Belleza México 2006 en el que finalizó como tercera finalista.
Espinoza compitió contra otras 11 finalistas en Nuestra Belleza Latina 2007. En el programa final presentado por Giselle Blondet, compitió contra las otras 5 finalistas restantes, con una presentación en vivo de Cristian Castro.

### Carrera profesional
En 2007, luego de ganar un contrato de exclusividad con la televisora Univision, Espinoza se unió como corresponsal y copresentadora invitada del programa El gordo y la flaca. En febrero de 2008, Espinoza se convirtió en modelo y copresentadora del exitoso y longevo programa Sábado gigante, presentado por Don Francisco. En julio de 2014, después de 6 años de trabajar en Sábado Gigante y aparecer en 333 programas semanales, Espinoza abandonó el programa para dedicarse a otros proyectos en Los Ángeles. 
En el 2014, se desempeñó como coanfitriona de Nuestra Belleza Latina 2014 y en ese mismo año, Univisión anunció que Espinoza fue elegida para ser la presentadora del reality show y competencia de canto La Banda, que salió al aire en 2015. Está representada por MC2 Model Management en Miami, Florida.
En el 2015 fue embajadora de la marca de cosméticos Revlon.
En el 2019, Espinoza regresa a México para formar parte del reparto de Rubí, interpretando a Sonia Aristimuño y compartiendo créditos con Camila Sodi y José Ron. Tres años después, es elegida para uno de los roles protagónicos en la telenovela de Salvador Mejía, Corazón guerrero, junto con Gonzalo García Vivanco y Altaír Jarabo.

### Vida personal
Espinoza nació en Tijuana y proviene de una familia de diez hijos, su madre se llama Rosa María y emigró con su familia a San Ysidro, California, en 2001. Espinoza trabajaba en un restaurante de comida rápida y participaba en concursos de belleza en su tiempo libre.
En 2011, Espinoza contrajó matrimonio con Aníbal Marrero. En 2015, la pareja dio la bienvenida a su primer hijo, Matteo.

## Filmografía
| Año       | Título                               | Papel            | Notas                                                            |
| --------- | ------------------------------------ | ---------------- | ---------------------------------------------------------------- |
| 2006      | Nuestra Belleza México 2006          | Ella misma       | Finalista, 3.er lugar.                                           |
| 2007      | Nuestra Belleza Latina 2007          | Ella misma       | Finalista, 1.er lugar.                                           |
| 2007      | El gordo y la flaca                  | Ella misma       | Programa de espectáculos; corresponsal y copresentadora invitada |
| 2008-2014 | Sábado gigante                       | Ella misma       | Programa de variedades; copresentadora.                          |
| 2015      | La Banda                             | Ella misma       | Concurso de canto; presentadora.                                 |
| 2019-2020 | El Dragón: El regreso de un guerrero | Vanessa Montes   | Invitada                                                         |
| 2020      | Rubí                                 | Sonia Aristimuño |                                                                  |
| 2022      | Corazón guerrero                     | Mariluz García   |                                                                  |
| 2023      | Mi famoso y yo                       | Ella misma       | Conductora                                                       |
| 2023      | Amores que engañan                   | Solimar Soto     |                                                                  |
| 2023      | ¿Quién es la máscara?                | Llama            | Reality show de canto                                            |